# 14535 Kazuyukihanda
14535 Kazuyukihanda è un asteroide della fascia principale. Scoperto nel 1997, presenta un'orbita caratterizzata da un semiasse maggiore pari a 3,2277607 UA e da un'eccentricità di 0,1934497, inclinata di 23,47660° rispetto all'eclittica.